# Сакалава
Сакалава — етнічна група Мадагаскару. Вони проживають в західній і північно-західній частині острова, смугою вздовж узбережжя. Сакалава — одна з невеликих етнічних груп, чисельність якої становить близько 6,2 відсотка від загальної кількості населення, тобто понад 1 210 000 осіб у 2014 році. Їхня назва означає «люди довгих долин». Вони займають західний край острова від Толіари на півдні до річки Самбірано на півночі.

## Етимологія
Сакалава позначає низку менших етнічних груп, які колись складали імперію, а не окрему етнічну групу. Походження самого слова Сакалава досі є предметом суперечок, як і його фактичне значення. Найпоширенішим поясненням є сучасний малагасійський переклад слова, що означає довгі яри, що вказує на відносно рівнинний рельєф Західного Мадагаскару. Інша теорія полягає в тому, що це слово, можливо, походить від арабського saqaliba, яке, в свою чергу, походить від пізньолатинського sclavus, що означає раб.

## Історія
Австронезійці почали селитися на Мадагаскарі між 400 і 900 роками нашої ери. Вони прибули на острів на човнах, й представляли різні народні групи південно-східної Азії. Найдавніші підтверджені поселення на Носі-Мангабе та в долині Мананара датуються VIII століттям. Фермери, які розмовляли мовами банту, переселилися з Центральної та Східної Африки на Мадагаскар у IX столітті. За словами Ґвін Кемпбелл, «найточніші генетичні дані на сьогоднішній день вказують на те, що засновницьке поселення на північно-західному узбережжі включало максимум 20 домогосподарств із загальною кількістю [sic] близько 500 осіб, або генетично змішаних, або наполовину австронезійців, наполовину африканців». Пізніше до північних регіонів острова переселялися суахілі, араби, індійці та таміли. Невільники з материкової Африки завозилися на острів у все більшій кількості між XV і XVIII століттями, особливо в регіоні, де зараз проживає народ сакалава. Масові міграції людей різних народів та етносів призвів до появи різних малагасійських субетносів у середині II тисячоліття. Португальські купці були першими європейцями, які прибули на острів у XV столітті, а за ними на острів почали прибувати представники інших європейських держав.
Засновником спадщини народу сакалава був Андріамісара. Його нащадок Андріандахіфоці («Білий князь») після 1610 року поширив свою владу на північ, повз річку Мангокі, за допомогою зброї, отриманої в обмін на работоргівлю. Два його сини, Андріаманетіаріву та Андріамандісоаріву (також відомі як Ціманатона), поширили завоювання до регіону Цонгай (нині Махадзанга).
Вожді різних прибережних поселень на острові почали поширювати свою владу, щоб контролювати торгівлю. Перші значні сакалавські вождівства були сформовані приблизно в 1650-х роках. Вони домінували в західних і північно-західних регіонах Мадагаскару протягом 1700-х років. Головними серед них були сакалавські вождівства Менабе, центр яких тоді був відомий як Андакабе, нині місто Мурундава. Вплив народу сакалава поширювався на території нинішніх провінцій Анціранана, Махадзанга та Туліара. Королівство Сакалава досягло свого піка географічного поширення між 1730 та 1760 роками, за правління короля Андріаніневенаріву.
Згідно з місцевими переказами, засновниками королівства Сакалава були князі Маросеранья (або Маросеранана, «ті, хто володів багатьма портами») з Фігеренана (нині Туліара). Вони також можуть походити від клану Зафірамінії (синів Раміні) з південно-західної частини острова, можливо, арабського походження. Попит на рабів з боку спочатку оманських арабів, які контролювали работоргівлю на Занзібарі, а згодом і європейських работорговців, призвів до набігів на рабів і здійснення контролю над головними портами на півночі та північному заході Мадагаскару. Спочатку араби виключно постачали зброю для королівства в обмін на рабів. Ці раби були захоплені внаслідок набігів на Коморські острови та інші прибережні поселення Мадагаскару, а також з торгових кораблів, що прибували з узбережжя Суахілі. Королівство Сакалава швидко підкорило сусідні території в районі проживання махафалі, починаючи з південних.
В усних переказах і документах Меріни на Коморських островах згадується серія щорічних експедицій сакалавських рейдерів проти їхніх сіл до кінця XVIII століття. Цим експедиціям допомогли гармати, отримані від арабів, зброя, якої не вистачало як жителям Коморських Островів, так і жителям Меріни. Найбільшим і одним із найулюбленіших портів работоргівлі на Мадагаскарі було прибережне місто Сакалава Махаджанга. Народ сакалава був монополістом на ринку работоргівлі на Мадагаскарі до кінця XVIII століття. Незважаючи на меншу чисельність порівняно з іншими народами острова, їхня зброя дозволяла їм тримати під контролем велику територію та змушувати інші, більш густонаселені етнічні групи, платити їм данину.
Король народу меріна Радама I наприкінці XVIII століття розпочав війну з Сакалава, яка поклала край гегемонії королівства та їхнім рабським набігам. Тоді меріна домоглися визволення від поневолення, з яким зіткнувся їхній народ. Зокрема, сакалава часто продавали людей з народу меріна в рабство. Хоча меріна не захопили дві останні фортеці королівства Сакалава Менабе та Бойна (Махадзанга), проте більше ніколи не становила загрози для центральних нагір'їв, які залишалися під контролем меріни до французької колонізації острова у 1896 році.

## Демографія
Історичний процес становлення королівства Сакалава пояснює велику різноманітність серед його складових, які продовжують увічнювати відмінні регіональні звичаї, як культурно, так і мовно. Щодо останнього, єдиним справжнім об'єднувальним фактором різних діалектів сакалави є їхня спільна приналежність до західної підгрупи мадагаскарських мов із сильним впливом з Африки, що відрізняє їх від мов центрального та східного узбережжя острова, які переважно є австронезійськими (малайо-полінезійськими) мовами.
Народ сакалава широко поширений на площі близько 128 тисяч квадратних кілометрів у смузі вздовж узбережжя від річки Онілахі на південному заході до Нусі-Бе на півночі. Ці люди також мають стада великої рогатої худоби зебу, схожі на ті, що зустрічаються в Африці, які менш поширені в інших регіонах і внутрішніх частинах острова.

## Релігія
Традиційна релігія народу сакалава, яка називається Фомба Гасі, була зосереджена на поклонінні королівським предкам, якому сприяв шляхетний родовід даді, що зберігав останки померлих правителів. Священники даді проводили церемонію під назвою Тромба, за допомогою якої вони віщували духів померлих предків і передавали свої слова народу сакалава.
Іслам прийшов до народу сакалава разом з арабськими торговцями. Він був прийнятий правителями народу сакалава у XVIII столітті для отримання військової підтримки Оманського та Занзібарського султанатів, оскільки вплив народу меріна та європейських торговців зростав. Значний відсоток народу прийняв іслам під час правління Андріантсолі, при цьому продовжуючи свої традиційні релігійні практики, такі як поклоніння духам.
Християнство (35 %) прийшло до сакалавців з європейськими торговцями. На початку XIX століття сакалава шукали військової підтримки європейських колоніальних держав, щоб стримати територію королівства Меріна. Французька військова сила на чолі з капітаном Пассо прибула в порти Сакалави в супроводі місіонерів єзуїтів і католиків. Острівне місто Нусі-Бе стало їхнім місіонерським постом, і на початку XX століття в регіоні Сакалава побудували численні католицькі церкви. Протестантизм теж намагався поширюватися серед народу Сакалава, але ворожість мусульманської королівської сім'ї Сакалава до знаті Меріни, яка вже була протестантами, а також відмова Сакалави відмовитися від своїх традиційних практик, таких як поклоніння духу королівської сім'ї, зокрема традиції Тромба, змусили Сакалаву й далі сповідувати або іслам, або католицизм.

## Суспільство і культура
Тромба була історичною особливістю народу Сакалава і зосереджувалася навколо церемоній і процесій для духів померлих королівських осіб. Хресна хода — це більше, ніж релігійна подія, вона історично була формою святкування спільноти та фестивалем, що підтверджує ідентичність. Тромба також зустрічається серед інших етнічних груп в інших частинах Мадагаскару.

### Соціальне розшарування
Суспільство Сакалава стало соціально розшарованим, як і багато інших етнічних груп з початком рабства. Стратифікаційна система Сакалави була ієрархічною на основі передбачуваної чистоти кожного шару. У королівстві Сакалава населення поділялося на Ампанзака, або королівську касту, і Макоа, або термін для нащадків африканських рабів.

## Відомі сакалава
- Жожобі, співак, відомий як King of Salegy, є малагасійцем, який походив з етнічної групи сакалава.